# Wilhelm von Anhalt
Wilhelm von Anhalt (* 15. März 1727 in Hornburg; † 3. November 1760 in Torgau) war ein Graf von Anhalt aus dem Hause der Askanier und preußischer Oberstleutnant.

## Leben
Wilhelm war der älteste Sohn des Erbprinzen Wilhelm Gustav von Anhalt-Dessau (1699–1737) aus dessen nicht standesgemäßer Ehe mit Johanne Sophie Herre (1706–1795). Die Ehe seiner Eltern wurde erst auf dem Totenbett des Vaters seinem Großvater Fürst Leopold I. offenbart. Die anempfohlenen Kinder dieser Ehe lebten zu jener Zeit auf Gut Kleckewitz bei Raguhn. Der Großvater holte Wilhelm an den Dessauer Hof.

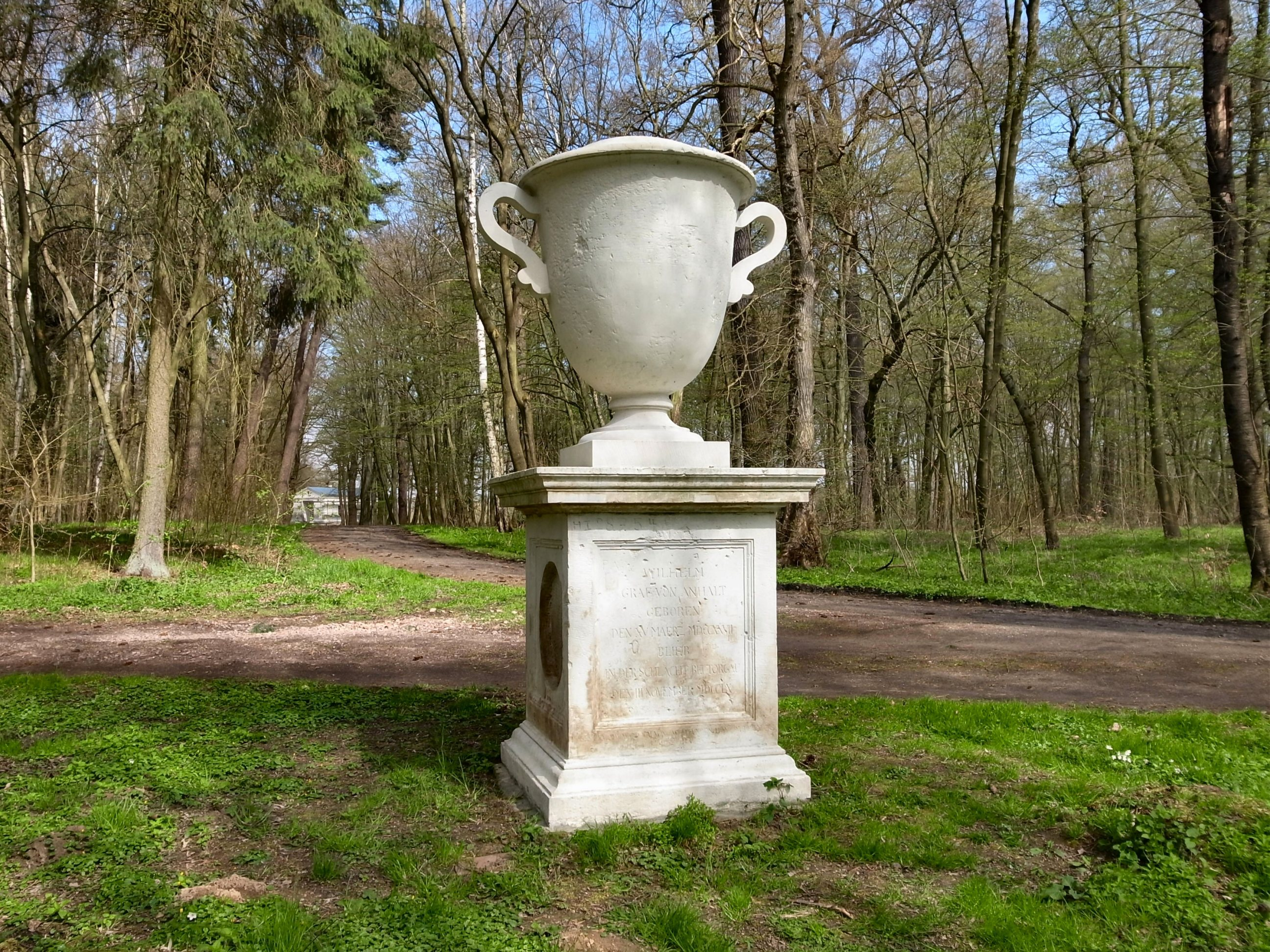
Wilhelmsvase im Park Sieglitzer Berg

Der jüngere Bruder seines Vaters Fürst Leopold II. veranlasste 1749 die Erhebung der Witwe und ihrer Kinder als Gräfinnen und Grafen von Anhalt in den Reichsgrafenstand.
Wilhelm nahm am Zweiten Schlesischen Krieg teil. Er kämpfte in der Schlacht bei Lobositz und der Schlacht bei Prag und fiel in der Schlacht bei Torgau.
Fürst Leopold III. von Anhalt-Dessau und Georg Heinrich von Berenhorst errichteten Wilhelm auf dem Sieglitzer Berg ein Denkmal.